# Mr. 로빈 꼬시기
"Mr. 로빈 꼬시기"는 2006년에 개봉한 대한민국의 영화이다.

## 줄거리
민준(엄정화)은 진정한 사랑을 믿고 항상 현재 남자친구에게 헌신적이다. 하지만 남자들은 항상 그녀와 헤어진다. 가장 최근의 남자친구는 그의 생일에 그들의 관계를 끝냈다. 최근의 이별에 정신이 팔린 그녀는 차에 부딪히고 한 남자가 차에서 내리는데, 그 남자는 그녀의 새 상사인 로빈 하이든(다니엘 헤니)이다. 하이든은 관계와 사랑에 대해 매우 명확한 생각을 가지고 있다. 둘 다 권력 게임이며 민준은 다시 버림받고 싶지 않아 그에게 조언을 구한다. 그러나 그녀가 하이든이 여성을 대하는 것처럼 남성을 대하기 시작하자, 그녀는 다시 버림받더라도 자신의 이전 행동을 선호한다는 것을 깨닫는다. 그녀는 사랑을 권력 게임으로 보지 않으며 결코 그렇게 보지 않을 것이다. 한 여자를 너무 사랑해서 그 여자가 자신에게 관심이 없다는 메시지를 전하기 위해 그를 총으로 쏴야 했던 하이든은 자신의 실연에 대처해야 하며, 민준의 삶에 대한 태도에 마음이 누그러지기 시작한다. 그는 결국 그녀와 사랑에 빠지고 둘은 진정한 관계와 그들만의 행복한 결말을 맞는다. 그는 사랑이 권력 게임이라는 것을 그녀에게 이해시키려 하는 대신, 사랑은 마음의 가장 순수한 언어이며, 예행연습, 판단, 숨김이 전혀 필요 없다는 것을 그녀에게서 배웠다.
이 영화의 독특한 개념 중 하나는 로빈 하이든은 한국어가 어렵다고 생각해서 영어만 말하고, 민준은 주로 한국어로 말한다는 것이다. 영화에서는 하이든이 한국어를 이해하지만 말하기 어렵다고 설명되어 있지만, 두 사람은 외부 번역 없이 서로를 완벽하게 이해하는 것처럼 보인다. 이것은 한국 영화의 새로운 대화 스타일이었으며, 영화의 성공에 부분적으로 기여했다고 평가받는다.

## 캐스팅
- 엄정화 : 민준 역
- 다니엘 헤니 : 로빈 헤이든 역
- 홀리 캐롤 클락 : 제니퍼 역
- 방중현 : 준형 역
- 김기현 : 민준 부 역
- 오미연 : 민준 모 역
- 이성민 : 양 상무 역
- 옥지영 : 윤미 역
- 백도빈 : 홍 대리 역
- 박현영 : 선영 역
- 이갑선 : 나진국 역
- 이원우 : 병태 역
- 나츠키 요스케 : 미쯔요시 역
- 최진호 : 마에다 중역 역
- 김해곤 : 남직원 1 역
- 김성훈 : 남직원 4 역
- 장소연 : 여직원 역
- 이현배 : 바텐더 2 역
- 손소연 : 미스 최 역
- 문석희 : 미쯔요시 수행원 역
- 손진호 : 택시기사 역
- 최종률 : 로빈 할아버지 역
- 이화선 : 미화 역
- 신현탁 : 민주 역 (특별출연)